# Tamim bin Hamad al-Thani
O Xeque Tamim bin Hamad bin Khalifa Al-Thani (em árabe: الشيخ تميم بن حمد آل ثاني; Doha, 3 de Junho de 1980) é o Emir do Catar. Quarto filho do monarca anterior, Hamad bin Khalifa Al-Thani, assumiu o trono catariano em 25 de Junho de 2013, depois da abdicação do pai, quando tinha apenas 33 anos de idade.

## Biografia
Tamim bin Hamad nasceu em 3 de junho de 1980, em Doha, no Catar. Ele é o quarto filho de Hamad e o segundo filho de sua segunda esposa, Moza bint Nasser. Tamim foi educado na Sherborne School da Grã-Bretanha (International College), em Dorset, e na Harrow School, onde ele fez seus A-Levels em 1997.
É casado com três esposas: Jawaher bint Hamad bin Suhaim Al-Thani, sua prima em segundo grau, com quem tem quatro filhos, Almayassa, Hamad, Aixa e Jassim; Anoud bint Mana Al Hajri, com quem tem três filhos; e Noora bint Hathal Al Dosari, com quem tem quatro filhos.

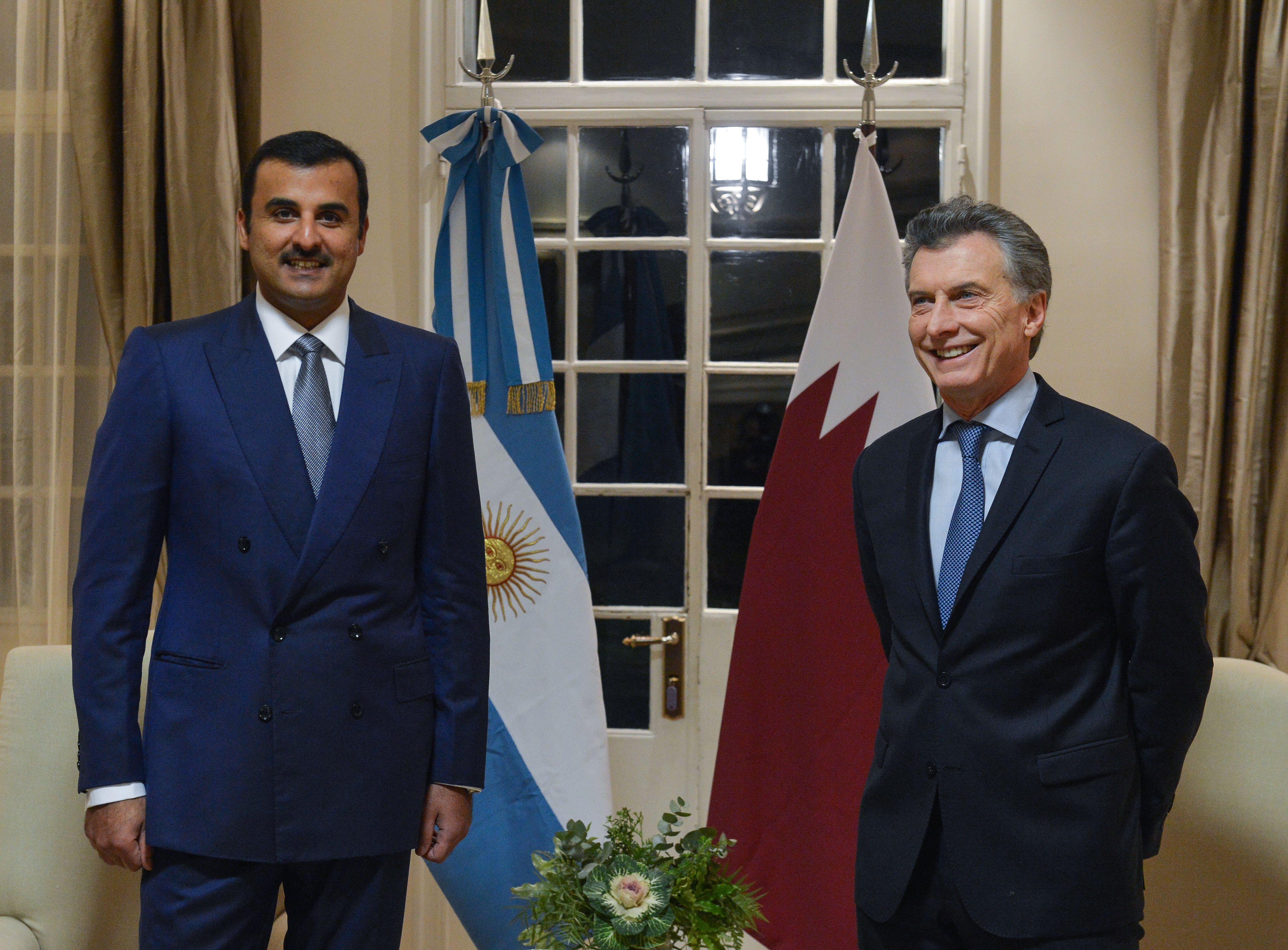
Tamim com o presidente argentino, Maurício Macri, em 2016

## Carreira política

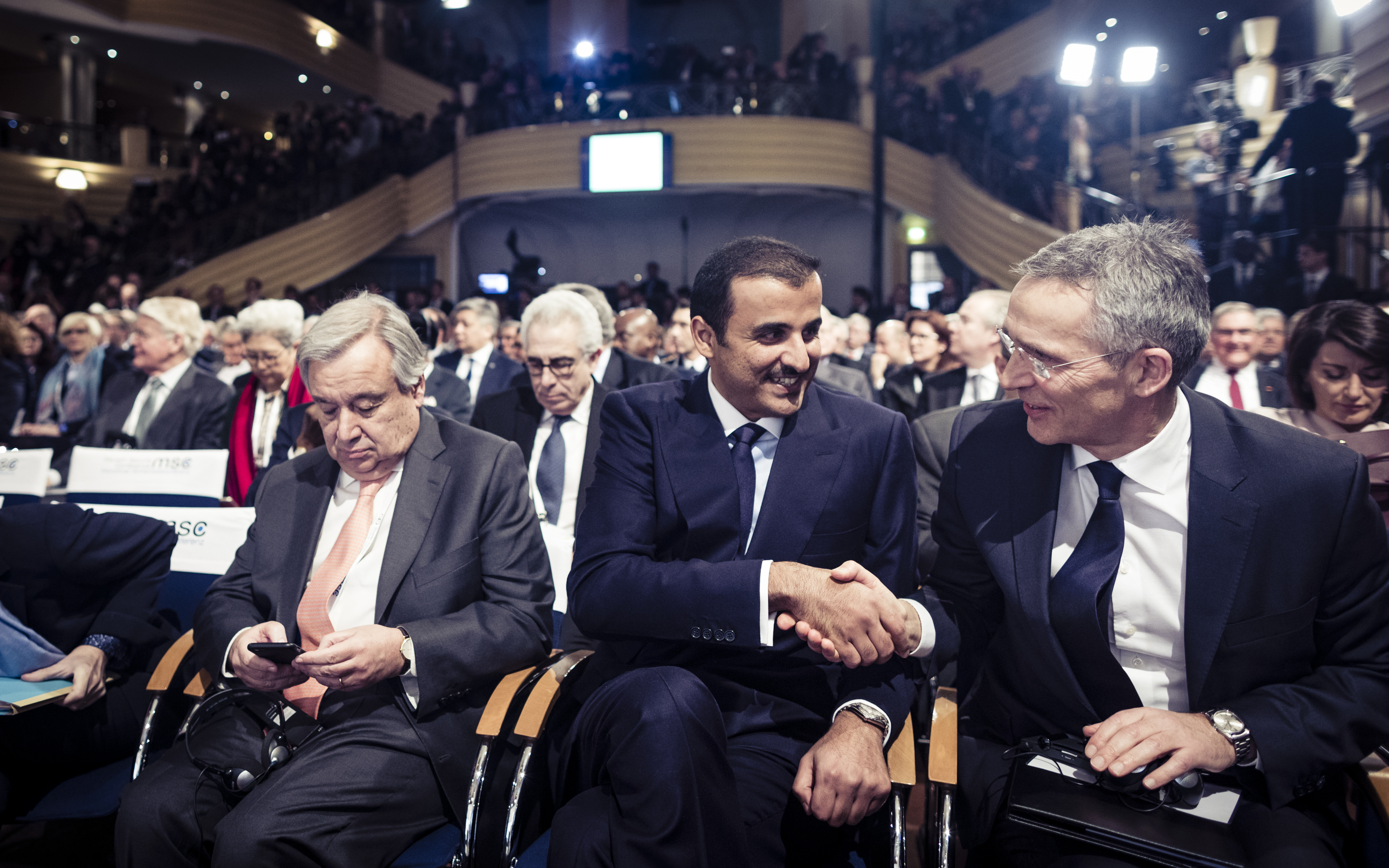
Tamim em 2018

Em 5 de agosto de 2003, Tamim foi designado como Herdeiro Aparente do Catar por seu pai, Hamad. 25 de junho de 2013.[carece de fontes?]
Antes de assumir o cargo de emir, Tamim bin Hamad ocupou uma variedade de cargos no governo. Sua administração foi marcada por tensões com o Líbano, sendo que ele foi condenado a revelia pelo tribunal desse país por apoiar o terrorismo.

## Carreira militar
Tamim treinou na tradicional escola britânica Royal Military Academy Sandhurst, se formando em 1998.

## Outros interesses

### Esportes
Um grande fã de esportes, Tamim fundou a Qatar Sport Investments em 2005, que é a dona do clube de futebol Paris Saint-Germain da França. Foi também o responsável por liderar a organização dos Jogos Asiáticos realizados em Doha em 2006, do Campeonato Mundial de Natação da FINA em 201 e pela candidatura do país para as Olimpíadas de 2020. Também faz parte do Comitê Olímpico Internacional e é diretor do Comitê Olímpico Nacional. Como curiosidade, torce para o time brasileiro Vasco da Gama.

### Empresariais
É diretor da Qatar Investment Authority. (QIA) que investiu bilhões em empresas estrangeiras como a The Shard, Barclays Bank, Harrods e Sainsbury's. Além disto, a QIA é dona de uma parte do edifício mais alto da Europa.

### Diversos
Tamim também é diretor do Conselho Superior do Ambiente e das Reservas Naturais, do Conselho Superior de Educação, do Conselho Supremo de Tecnologia da Informação e Comunicação, do Conselho de Regentes da Universidade do Qatar e faz parte da direção da Autoridade de Obras Públicas, do Conselho da Família Governante, do Alto Comité de Coordenação e Acompanhamento, do Conselho Supremo para Assuntos Econômicos e é um membro do “Sports for All”.